# Лю Чуньхун
Лю Чуньхун  (кит.: 刘春红, 29 січня 1983) — китайська важкоатлетка, олімпійська чемпіонка.

## Виступи на Олімпіадах
| Олімпіада  | Дисципліна | Місце |
| ---------- | ---------- | ----- |
| Афіни 2004 | до 69 кг   | 1     |
| Пекін 2008 | до 69 кг   | DSQ   |